# Saint-Clair-du-Rhône
Saint-Clair-du-Rhône ist eine französische Gemeinde mit 3.678 Einwohnern (Stand: 1. Januar 2022) im Département Isère in der Region Auvergne-Rhône-Alpes; sie gehört zum Arrondissement Vienne und zum Kanton Vienne-2. Die Einwohner werden Saint-Clairois(es) genannt.

## Geografie
Im Westen von Saint-Clair-du-Rhône fließt die teilweise kanalisierte Rhone, im Süden die Varèze. Umgeben wird Saint-Clair-du-Rhône von den Nachbargemeinden Les Roches-de-Condrieu und Condrieu im Norden, Saint-Prim im Osten, Clonas-sur-Varèze im Süden und Südosten, Saint-Alban-du-Rhône und Chavanay im Südwesten, Saint-Michel-sur-Rhône im Westen sowie Vérin im Nordwesten.
Der Bahnhof Saint-Clair-Les-Roches liegt an der Bahnstrecke Paris–Marseille.

## Bevölkerungsentwicklung
| Jahr                       | 1962 | 1968 | 1975 | 1982 | 1990 | 1999 | 2006 | 2017 |
| -------------------------- | ---- | ---- | ---- | ---- | ---- | ---- | ---- | ---- |
| Einwohner                  | 2266 | 2753 | 2650 | 3059 | 3360 | 3605 | 3859 | 3817 |
| Quellen: Cassini und INSEE |      |      |      |      |      |      |      |      |

## Sehenswürdigkeiten
- Kirche Saint-Clair
- Mahnmal der Toten des Ersten Weltkriegs
- Madonnenstatue

## Gemeindepartnerschaft
Mit der italienischen Gemeinde Mammola in der Provinz Reggio di Calabria (Kalabrien) besteht seit 2010 eine Partnerschaft.